# Oxalis acetosella

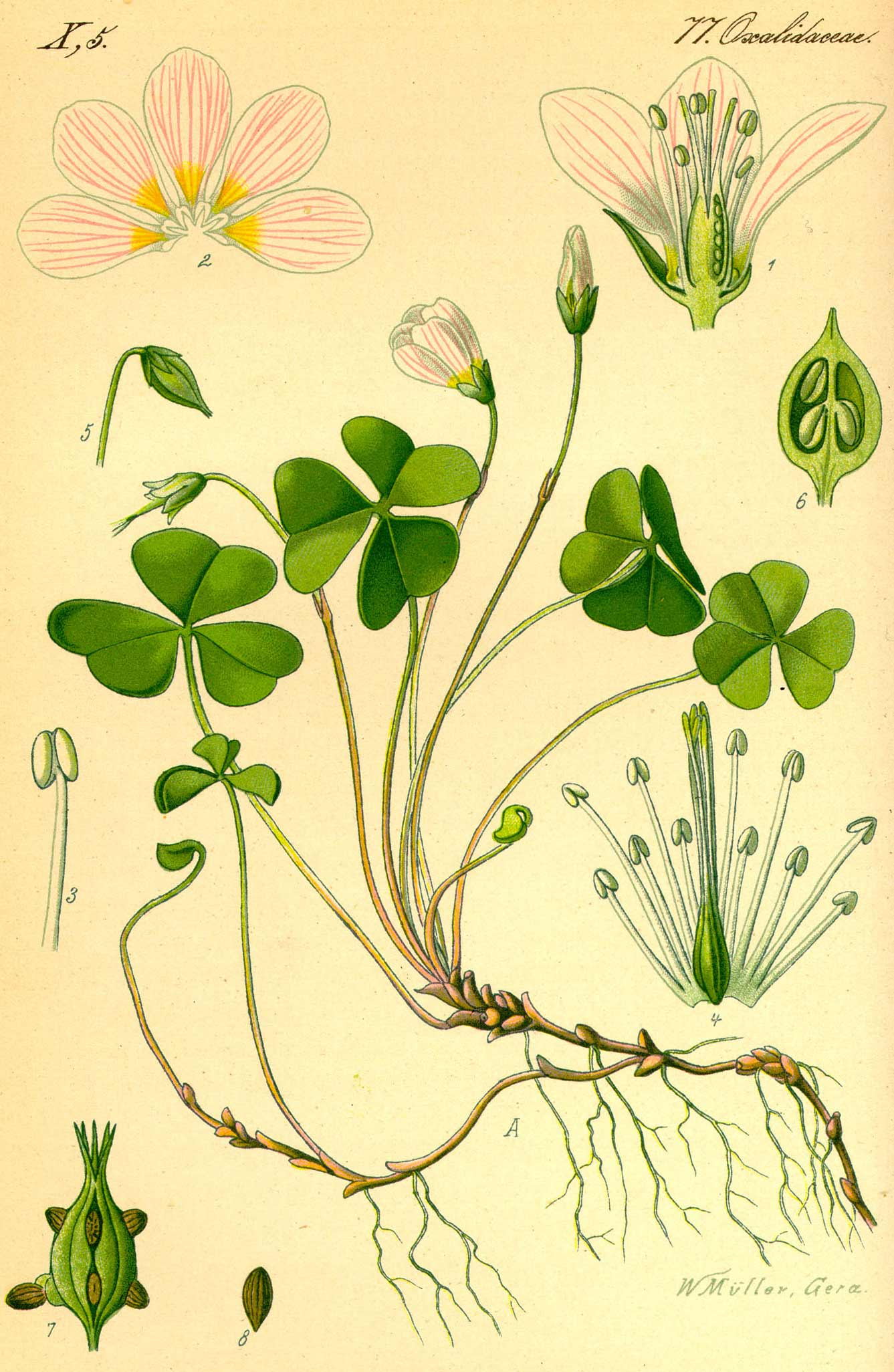
Oxalis acetosella, Otto Wilhelm Thomé Flora von Deutschland Österreich und der Schweiz (1885).

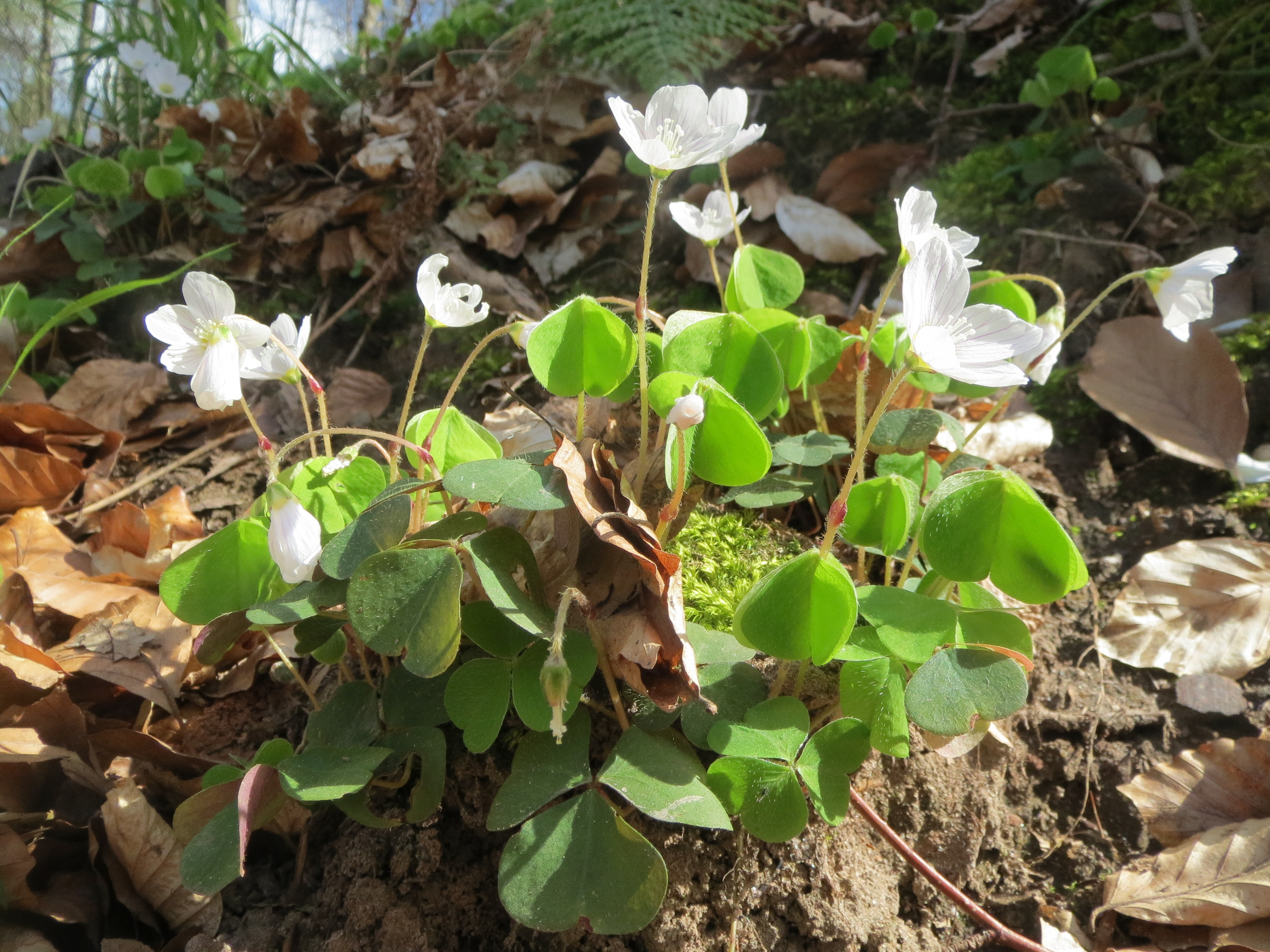
Vista de la planta

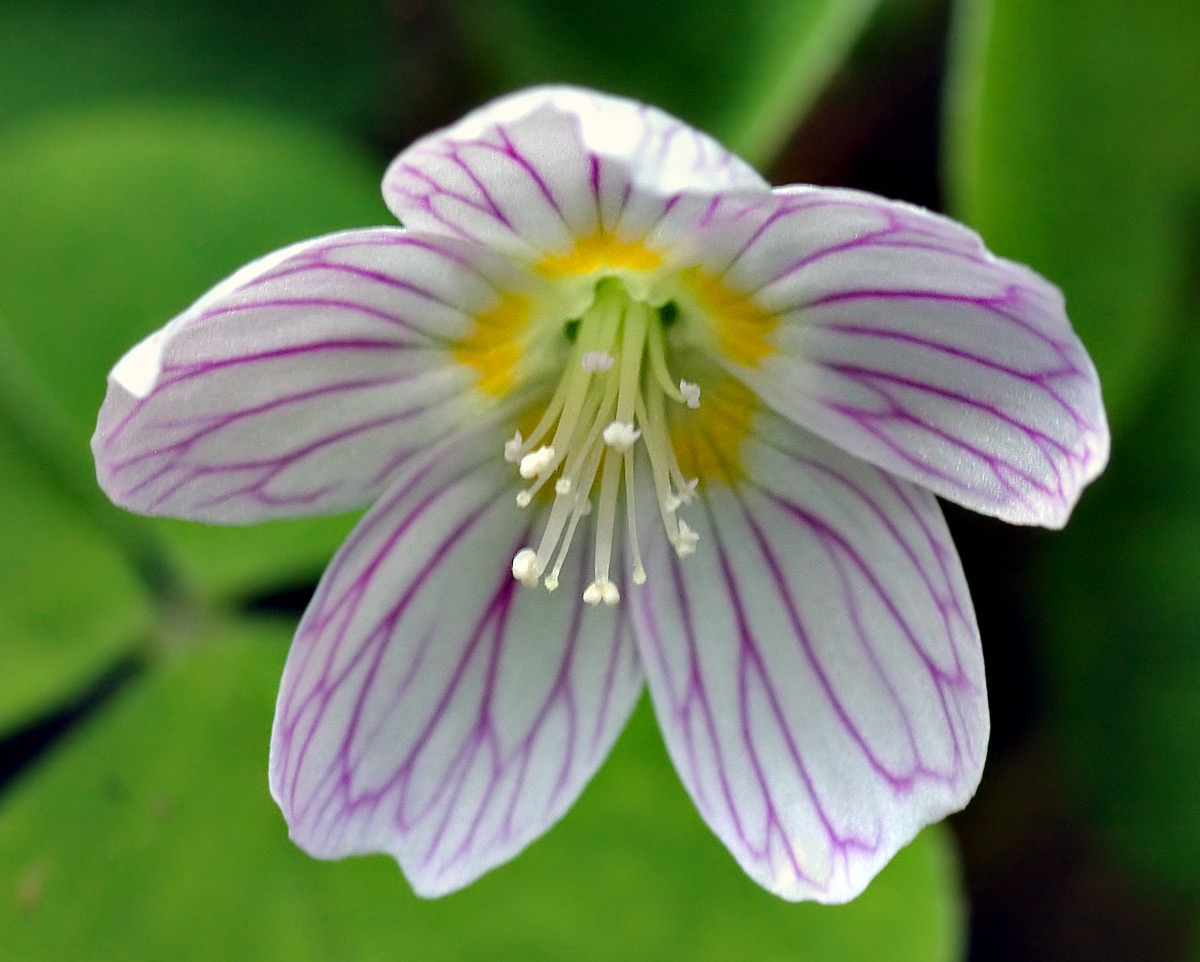
Flor

El aleluya (Oxalis acetosella) es una especie del género Oxalis, originaria de Europa y parte de Asia. 

## Descripción
Planta perenne, humilde,  provista de un tallo rastrero, delgado, enraizante en los nudos, con restos de la base de los pecíolos a modo de engrosamientos. Las hojas, con pecíolos de hasta 15 cm de altura, son palmeadas, trifoliadas, con folíolos de 10-27 x 15-30 mm, obcordados y emarginados. Las flores son solitarias, campanuladas, con pedúnculos de 5 a 10 cm. El cáliz está formado por 5 sépalos oblongo-lanceolados, membranosos, algo soldados en la base, que alcanzan 5 mm de longitud. La corola consta de 5 pétalos, libres de 8 a 15 mm, blancos con nervios lilas, púrpuras o violáceos. El androceo está formado por 10 estambres con anteras amarillas; el gineceo está formado por un solo ovario coronado por 5 estilos. El fruto es una cápsula ovoide, angulosa, de hasta 10 mm. Al madurar se abre por unas suturas longitudinales y expulsa las pequeñas semillas a modo de proyectiles al mínimo roce.
Florece de marzo a junio.

## Hábitat y requerimientos ecológicos
Crece entre la hojarasca o el musgo en bosques frescos y sombríos, como robledales húmedos y hayedos, es menos común en pinares.  En climas húmedos está presente desde el nivel del mar; en las zonas más secas de su área de distribución está restringida a las montañas altas; alcanza hasta el piso subalpino. Necesita suelos pobres en nutrientes y ácidos, con un pH de 3.5 a 5.5.

## Farmacología
Como las demás especies del género Oxalis, las partes aéreas del aleluya contienen oxalatos, cuya ingestión en gran cantidad puede suponer un riesgo para la salud. Así pues, un gran consumo de esta planta se relaciona con la aparición de cálculos renales, y la mayoría de las guías sugieren que las personas que padecen gota y las mujeres embarazadas lo eviten. A pesar de esto, en algunas guías farmacológicas se recomiendan por varias propiedades medicinales asociadas, y en Europa se utiliza ocasionalmente en ensaladas y sándwiches, o como guarnición para pescado. Tiene un sabor agrio, similar a la piel de la uva. 
Históricamente se ha obtenido el oxalato de calcio mediante la ebullición. También se ha utilizado el aleluya, fresca, como un remedio contra la acidez del estómago y las indisposiciones del hígado y de la digestión. Según el herbólogo italiano Poletti (1979), tiene las siguientes propiedades medicinales: diurético, depurativo, astringente y antipirético (baja la fiebre). También es recomendada el aleluya para la nefritis (inflamación de riñón) y la oliguria (disminución de la cantidad de orina). El modo de empleo que recomienda Poletti consiste en macerar por unas horas un puñado de hojas frescas (sin los tallos) en agua fría, luego hervirla por unos minutos, colar y beber. El tratamiento con aleluya debe ser puntual y breve, para evitar intoxicación.

## Taxonomía
Oxalis acetosella fue descrita por Carlos Linneo y publicado en Species Plantarum 1: 433. 1753.
Etimología
Oxalis: nombre genérico que deriva de la palabra griega oxys, "afilado, acre", refiriéndose al sabor agrio de las hojas y el tallo.
acetosella: epíteto latino que alude al sabor ácido de las partes verdes.
Sinonimia
Nombres científicos:
- Oxalis alba Steud.
- Oxalis americana Bigelow
- Oxalis americana fo. rhodantha Fernald
- Oxalis longiflora L.
- Oxalis montana fo. rhodantha (Fernald) Churchill
- Oxalis montana Raf.
- Oxalis nemoralis Salisb.
- Oxalis taquetii R.Knuth
- Oxalis vulgaris Gray[4]

## Nombres comunes
Aleluya (15),  acedera (2), acederilla (11), acederilla de tres hojas, acederilla oficinal, acetosa, acetosilla (3), agrella, agrillo, aleluya blanca (2), aleluyas, hierba de la erisipela (3), lújula (2), pan de cuclillo (4), pan de cuco, tárrago de monte, trébol acedo (3), trébol ácido,  vinagrera, vinagrera blanca, vinagrillo. 
(El número entre paréntesis indica las especies que tienen el mismo nombre en España)
En México se llama jocoyoli, socoyoli o xoxocoyoli.